# Brombacherberg
Brombacherberg ist ein Ortsteil von Brombach in der Stadt Overath im Rheinisch-Bergischen Kreis in Nordrhein-Westfalen, Deutschland.

## Lage und Beschreibung
Der Ortsteil Brombacherberg liegt nordwestlich des Kerngebiets von Overath an der Grenze zu Bergisch Gladbach und nahe der Grenze zum Oberbergischen Kreis. Er ist über die Sülztaler Straße (Landesstraße 284) zu erreichen, die über längere Strecken entlang der Sülz verläuft. 
Ab den 1970er Jahren wuchsen Brombacherberg, Strauch, Ufer,  Hagen und Unterbrombach zu einem geschlossenen Ortsbereich zusammen, der heute den Kern des Stadtteils Brombach bildet. Orte in der Nähe sind Unterbilstein, Kalkofen, Obersteeg und Klefhaus. Die Buslinie 421 des RVK schließt Brombacherberg an den öffentlichen Nahverkehr an.

## Geschichte
Die Topographia Ducatus Montani des Erich Philipp Ploennies, Blatt Amt Steinbach, belegt, dass der Wohnplatz bereits 1715 drei Hofstellen besaß, die als Brombacherberg beschriftet sind. Aus der Charte des Herzogthums Berg des Carl Friedrich von Wiebeking aus dem Jahr 1789 geht hervor, dass der Ortsbereich zu dieser Zeit Teil der Honschaft Tüschen im Kirchspiel Hohkeppel des bergischen Amts Steinbach war.
Der Ort ist auf der Topographischen Aufnahme der Rheinlande von 1817 als Brambacherberg verzeichnet. Die Preußische Uraufnahme von 1845 zeigt den Wohnplatz unter dem Namen Brombach. Ab der Preußischen Neuaufnahme von 1892 ist der Ort auf Messtischblättern regelmäßig als Brombacherberg verzeichnet.
1822 lebten 44 Menschen im als Hof kategorisierten und Brombacherberg bezeichneten Ort, der nach dem Zusammenbruch der napoleonischen Administration und deren Ablösung zur Bürgermeisterei Engelskirchen im Kreis Wipperfürth gehörte. Für das Jahr 1830 werden für den als Brombacherberg bezeichneten Ort 58 Einwohner angegeben. Der 1845 laut der Uebersicht des Regierungs-Bezirks Cöln als Weiler kategorisierte Ort besaß zu dieser Zeit acht Wohngebäude mit 53 Einwohnern, alle katholischen Bekenntnisses. Die Gemeinde- und Gutbezirksstatistik der Rheinprovinz führt Brombacherberg 1871 mit elf Wohnhäusern und 57 Einwohnern auf. Im Gemeindelexikon für die Provinz Rheinland von 1888 werden für Brombacherberg neun Wohnhäuser mit 45 Einwohnern angegeben. 1895 besitzt der Ort neun Wohnhäuser mit 37 Einwohnern, 1905 werden sechs Wohnhäuser und 32 Einwohner angegeben.
Vor 1975 gehörte Brombacherberg zur Gemeinde Hohkeppel. Im Zuge der kommunalen Neugliederung wurde der Ort gemäß § 10 Köln-Gesetz zum 1. Januar 1975 Teil der Stadt (damals Gemeinde) Overath.